# Небінарний прапор
Небінарний прапор — це прапор гордості, який представляє спільноту людей з небінарним гендером. Він був розроблений Кай Роуен у 2014 році. 

## Дизайн
Кай Роуен створив прапор гордості для небінарних людей у лютому 2014 року, щоб представити людей зі статтю, що виходить за межі гендерного бінаризму. 
Жовта смуга на прапорі означає людей за межами цисгендерної системи. Біла смуга символізує людей різної статі. Фіолетова смуга вказує на людей, які ідентифікують себе як суміш чоловіків і жінок. Чорна смуга символізує агендерних людей, які відчувають, що вони не мають статі.
Прапор не мав на меті замінити прапор гендерквірів, який був створений у 2011 році Мерилін Роксі, а мав бути вивішений поруч із ним. Причиною створення нового прапора для людей з небінарним гендером пояснюють тим, що він мав на меті представляти людей, які не відчували належного представлення прапором гендерквірів.
Дизайн як гендерквір-прапора, так і небінарного прапора включає колір лаванди (фіолетовий) з посиланням на історію ЛГБТК+. Слово лаванда часто використовувалося для позначення гей-спільноти. Словник сленгу 1935 року містив фразу «смужка лаванди», що означає людину, яка мала жіночі риси. Вирази та специфічні слова, які використовує ЛГБТ+ спільнота, іноді називають лавандовою лінгвістикою.